# 諾爾斯 (加利福尼亞州)
諾爾斯（英語：Knowles）是位於美國加利福尼亞州馬德拉縣的一個非建制地區。該地的面積和人口皆未知。

## 地理
諾爾斯的座標為37°13′12″N 119°52′27″W / 37.22000°N 119.87417°W，而該地的平均海拔高度為283米（即928英尺）。